# 天狼星級巡邏艦
天狼星級巡邏艦，為義大利海軍的巡邏艦，為司令級的衍生型。天狼星級的1号舰是舷号为P409的“Sirio”、二号舰是P410的“Orione”。两舰均于2001年开工建造。

## 同型艦
| Sirio  | P 409 | 芬崁蒂尼集團特里戈索·里奧造船廠 | 6088 | 2001年         | 2002年5月11日 | 2003年5月30日 | Sidus Vigilans |
| Orione | P 410 | 芬崁蒂尼集團特里戈索·里奧造船廠 | 6089 | 2001年11月29日 | 2002年7月27日 | 2003年8月1日  | Lumen et fides |

## 資料來源
1. ↑  .   [2019-08-03]. （原始内容存档于2018-11-09）.
2. ↑   (PDF).   [2019-08-03]. （原始内容存档 (PDF)于2016-12-20）.
3. ↑  司令級/天狼星級巡邏艦 （页面存档备份，存于）mdc
4. ↑  .   [2019-08-03]. （原始内容存档于2019-08-03）.
5. ↑   (PDF).   [2016-11-18]. （原始内容 (PDF)存档于2016-11-19）.
6. ↑  .   [2019-08-03]. （原始内容存档于2017-12-15）.
7. ↑  .   [2019-08-03]. （原始内容存档于2018-03-29）.